# Poteidaia ostroma
Poteidaia, Athén adófizetésre kötelezett szövetségese volt a Palléné-félszigeten. Ugyanakkor kapcsolatokat ápolt az alapító anyavárossal Korinthosszal is. Kr. e. 432-ben a Déloszi Szövetség egy másik tagja, a Khalkidiké-félszigeten fekvő Olünthosz város a szövetség ellen fordult, és a khalkidikéiekkel együtt Athén-ellenes államszövetséget alapított. Athén attól tartott, hogy a példa ragadós lesz, s az athéniek emiatt is kötelezték a poteidaiaiakat, hogy rombolják le a Palléné felé néző városfalakat, adjanak túszokat és ne fogadják a korinthoszi főtisztviselőket. Az athéniek félelmeit erősítette, hogy Perdikkasz, Alexandrosz fia, makedóniai király, korábbi szövetségesük is ellenük fordult, mivel Athén szövetséget kötött a király ellen lázadó Philipposszal, valamint Derdasszal. Kr. e. 431-ben  Athén 30 hajóval és ezer fegyveressel indult Perdikkasz területe ellen Lükomédész fia, Arkhesztratosz és további tíz vezér vezetésével. A sereg egyúttal Poteidaia elleni akciókra is parancsot kapott. A poteidaiak erre Spártához és Perdikkaszhoz fordultak segítségért. Spárta megígérte, hogy betör Attikába, ha Athén megtámadja Poteidaiat. A Khalkidiké és Bottiaia lakosai pedig városaikat lerombolva Olünthoszba és Mügdoniába, a Bolbé-tó mellé költöztek.
Az athéniek serege és a lázadó makedónok két oldalról támadtak Perdikkaszra. Időközben Korinthoszból 1600 nehézfegyverzetű és 400 könnyűfegyverzetű önkéntes és felfogadott zsoldos indult Adeimantosz fia, Ariszteusz vezetésével Podeidaia segítségére. Ennek hírére Athén is erősítésként küldött 40 hajóval 2000 nehézfegyverzetű katonát Kallusz vezetésével.
Az athéniek Ariszteusztól tartva fegyverszünetet kötöttek Perdikkasszal, s Therma elfoglalása után Püdnét ostromolták. Beroia és Sztrepsza sikertelen ostroma után a szárazföldön a 3000 nehézfegyverzetű katonából álló sereg, megerősítve Philipposz és Pauszaniasz 600 makedón lovasával vonult Podeidaia felé, miközben a part mentén a 70 hajóból álló flotta követte őket.
Az első összecsapásra Poteidaia mellett került sor, melynek eredményeként az athéniek ellenségei a városba menekültek. Az athéni seregből százötvenen, míg a podeidaiakból és korinthosziakból háromszázan estek el. A város teljes körülzárására Aszópiosz fia, Phormión vezetésével újabb 1600 nehézfegyverzetű csapat érkezett Athénból és végigpusztította a város környékét.
Ezek után a korinthosziak Spárta segítségét kérték. Hosszas tanácskozás után Spárta a háború elkerülésének feltételéül szabta, hogy Athén adja vissza Aigina függetlenségét és vonja vissza csapatait Podeidaia alól. Továbbá engedélyezze újra a megaraiak megjelenését kikötőiben és piacain.
Athén és Spárta között a tárgyalások eredménytelenül végződtek, s ezért a Peloponnészoszi Szövetség Korinthosz javaslatára megindította a háborút. A Poteidait ostromló athéni csapatokat azonban a peloponnészosziak Attikába való betörései sem tudták távozásra bírni. Így Kr. e. 429-ben az éhínség – egyesek még saját bajtársaikat is felfalták – a város védőit megadásra kényszerítették. Az athéni vezérek, Xenophón, Euripidész fia, Hesztiodórosz, Arisztokleidész fia és Phanomakhosz, Kallimakhosz fia szabad elvonulást engedélyezett a városban lévőknek, ami miatt Athénban később hibáztatták őket. Később athéni telepesek költöztek az elfoglalt városba, ami Athén gyarmata lett.